# Лидер правительства в Сенате
Лидер правительства в Сенате (англ. Leader of the Government in the Senate, фр. Leader du gouvernement au Sénat) — член совета министров Канады, управляющий проправительственной фракцией в канадском сенате и отвечающий, главным образом, за продвижение и защиту программы правительства в верхней палате. Лидер выбирается премьер-министром. Сенатором, занимающим подобный лидеру правительства пост на скамьях оппозиции, является лидер оппозиции в Сенате.
Действующим лидером правительства в Сенате является почтенный Марк Голд.

## Роль
В ответственность лидера правительства в Сенате входит:
1. планировать правительственную законодательную программу и управлять ей в Сенате
2. отвечать на вопросы правительству в период вопросов в Сенате
3. поддерживать отношения с оппозицией по всем вопросам, касающимся деятельности Сената
4. работать с лидером правительства в Палате общин, чтобы обеспечить эффективную координацию правительственной законодательной программы.

Принимая во внимание, что то, какая партия формирует правительство, определяется составом Палаты общин, иногда случается, что правительственная партия в Сенате относится к меньшинству. Эта ситуация довольно нередка, особенно при смене правительства.

## История
Первоначально в канадские кабинеты министров входил ряд сенаторов, отвечавших в Сенате за действия правительства. В XIX веке было привычно, что премьер-министром становился сенатор. Сэр Джон Джозеф Колдуэлл Аббот и сэр Макензи Боуэлл оба управляли правительством из Сената. Абботт и Боуэлл оба испытывали некоторые трудности в управлении правительством из верхней палаты, однако, за многие годы и сама законность Сената упала в общественном восприятии. Со временем практика назначения сенаторов на важные посты в кабинете министров стала не так привычна. С 1935 в кабинет министров входит обычно лишь один сенатор, являющийся министром без портфеля и действующий как лидер правительства в Сенате.
1 апреля 1969 с назначением Пола Джозефа Джеймса Мартина (отца 21-го премьер-министра Канады Пола Мартина) пост лидера правительства в Сенате стал официальным министерским постом.
Иногда сенатор может также занимать важные посты в кабинете министров, чтобы обеспечивать региональное равновесие в совете министров, если партия власти не имеет депутатов от отдельной области или провинции. Например, когда Прогрессивно-консервативная партия Канады в 1979 сформировала правительство при Джо Кларке и когда Либеральная партия Канады в 1980 сформировала правительство при Пьере Трюдо. Однако в обычных случаях лидер правительства в Сенате является единственным сенатором, входящим в совет министров.

## Список
| Лидер правительства | Лидер правительства | Лидер правительства      | Премьер-министр | Партия                      | Мандат                           |
| ------------------- | ------------------- | ------------------------ | --------------- | --------------------------- | -------------------------------- |
|                     | 1.                  | Пол Джозеф Джеймс Мартин | Пьер Трюдо      | Либеральная                 | 1 апреля 1969 - 7 августа 1974   |
|                     | 2.                  | Ремон Жозеф Перро        | Пьер Трюдо      | Либеральная                 | 8 августа 1974 - 3 июня 1979     |
|                     | 3.                  | Жак Флинн                | Джо Кларк       | Прогрессивно-консервативная | 4 июня 1979 - 2 марта 1980       |
|                     | 4.                  | Ремон Жозеф Перро        | Пьер Трюдо      | Либеральная                 | 3 марта 1980 - 29 сентября 1982  |
|                     | 5.                  | Бад Олсон                | Пьер Трюдо      | Либеральная                 | 30 сентября 1982 - 29 июня 1984  |
|                     | 6.                  | Аллан Макикен            | Джон Тёрнер     | Либеральная                 | 30 июня 1984 - 16 сентября 1984  |
|                     | 7.                  | Дафферин Роблин          | Брайан Малруни  | Прогрессивно-консервативная | 17 сентября 1984 - 29 июня 1986  |
|                     | 8.                  | Лоуэлл Муррей            | Брайан Малруни  | Прогрессивно-консервативная | 30 июня 1986 - 24 июня 1993      |
|                     | *                   | Лоуэлл Муррей (непрер.)  | Ким Кэмпбелл    | Прогрессивно-консервативная | 24 июня 1993 - 3 ноября 1993     |
|                     | 9.                  | Джойс Фэрбэрн            | Жан Кретьен     | Либеральная                 | 4 ноября 1993 - 10 июня 1997     |
|                     | 10.                 | Аласдейр Бернард Грэм    | Жан Кретьен     | Либеральная                 | 11 июня 1997 - 3 октября 1999    |
|                     | 11.                 | Ж. Бернар Будро          | Жан Кретьен     | Либеральная                 | 4 октября 1999 - 8 января 2001   |
|                     | 12.                 | Шерон Карстейрс          | Жан Кретьен     | Либеральная                 | 9 января 2001 - 11 декабря 2003  |
|                     | 13.                 | Джек Остин               | Пол Мартин      | Либеральная                 | 12 декабря 2003 - 6 февраля 2006 |
|                     | 14.                 | Маржори Лебретон         | Стивен Харпер   | Консервативная              | 6 февраля 2006 – 4 ноября 2015   |

### До 1969
- Александр Кэмпбелл, 1 июля 1867 — 7 ноября 1873 (Консерватор)
- Люк Летелье де Сен-Жюст, 7 ноября 1873 — 14 декабря 1876, (Либерал)
- Сэр Ричард Уильям Скотт, 14 декабря 1876 — 7 октября 1878, (Либерал)
- Александр Кэмпбелл, 18 октября 1878 — 26 января 1887, (Консерватор)
- Сэр Джон Джозеф Колдуэлл Абботт1, 12 мая 1887 — 30 октября 1893, (Консерватор)
- Сэр Макензи Боуэлл², 31 октября 1893 — 27 апреля 1896, (Консерватор)
- Сэр Оливер Моуат, 19 августа 1896 — 18 ноября 1897, (Либерал)
- Дэвид Миллс, 18 ноября 1897 — 7 февраля 1902, (Либерал)
- Сэр Ричард Уильям Скотт, 14 декабря 1902—1908, (Либерал)
- Сэр Ричард Джон Картрайт, 1909 — 6 октября 1911, (Либерал)
- Сэр Джеймс Александр Локхид, 10 октября 1911 — 28 декабря 1921, (Консерватор)
- Рауль Дандюран, 29 декабря 1921 — 28 июня 1926, (Либерал)
- Уильям Бенджамин Росс³, 28 июня 1926 — 24 сентября 1926, (Консерватор)
- Рауль Дандюран, 25 сентября 1926 — 6 августа 1930, (Либерал)
- Веллингтон Бартли Уиллоуби, 7 августа 1930 — 3 февраля 1932, (Консерватор)
- Артур Мейен, 3 февраля 1932 — 22 октября 1935, (Консерватор)
- Рауль Дандюран, 23 октября 1935 — 11 марта 1942, (Либерал)
- Джеймс Хорэс Кинг, 26 мая 1942 — 24 августа 1945, (Либерал)
- Уишарт Макли Робертсон, 24 августа 1945 — 14 октября 1953, (Либерал)
- Уильям Росс Макдональд, 14 октября 1953 — 20 июня 1957, (Либерал)
- Джон Томас Хейг, 9 октября 1957 — 11 мая 1958, (Прогрессист-консерватор)
- Уолтер Морли Эйзелтин, 12 мая 1958 — 31 августа 1962, (Прогрессист-консерватор)
- Алфред Джонсон Брукс, 31 августа 1962 — 21 апреля 1963, (Прогрессист-консерватор)
- Уильям Росс Макдональд, 22 апреля 1963 — 2 февраля 1964, (Либерал)
- Джон Джозеф Коннолли, 3 февраля 1964 — 19 апреля 1968, (Либерал)
- Пол Джозеф Джеймс Мартин4, 20 апреля 1968 — 1 апреля 1969

Примечания:
1 Премьер-министр Канады с 16 июня 1891 по 24 ноября 1892.
² Премьер-министр Канады с 21 декабря 1894 по 27 апреля 1896.
³ Не имел портфеля в кабинете министров.
4 Министр без портфеля и лидер правительства в Сенате де-факто до 1 апреля 1969; с этого времени пост лидера правительства в Сенате официально стал министерским.